# Sōryū (1937)
El Sōryū (蒼龍 dragón azul marino?) fue un portaaviones de la Armada Imperial Japonesa durante la Segunda Guerra Mundial. Tomó parte en el ataque a Pearl Harbor y la batalla de Midway.

## Diseño y construcción
El Sōryū fue uno de los dos primeros portaaviones de línea aprobados para su construcción bajo el Programa Suplementario de 1931-1932 de la Armada Imperial Japonesa (el otro fue el  Hiryū). A diferencia de algunos portaaviones japoneses anteriores, como el Akagi y el  Kaga, que eran conversiones de cascos de cruceros de batalla y acorazados respectivamente, el Sōryū fue diseñado desde su origen como un portaaviones e, incorporó las lecciones aprendidas del portaaviones ligero Ryūjō.

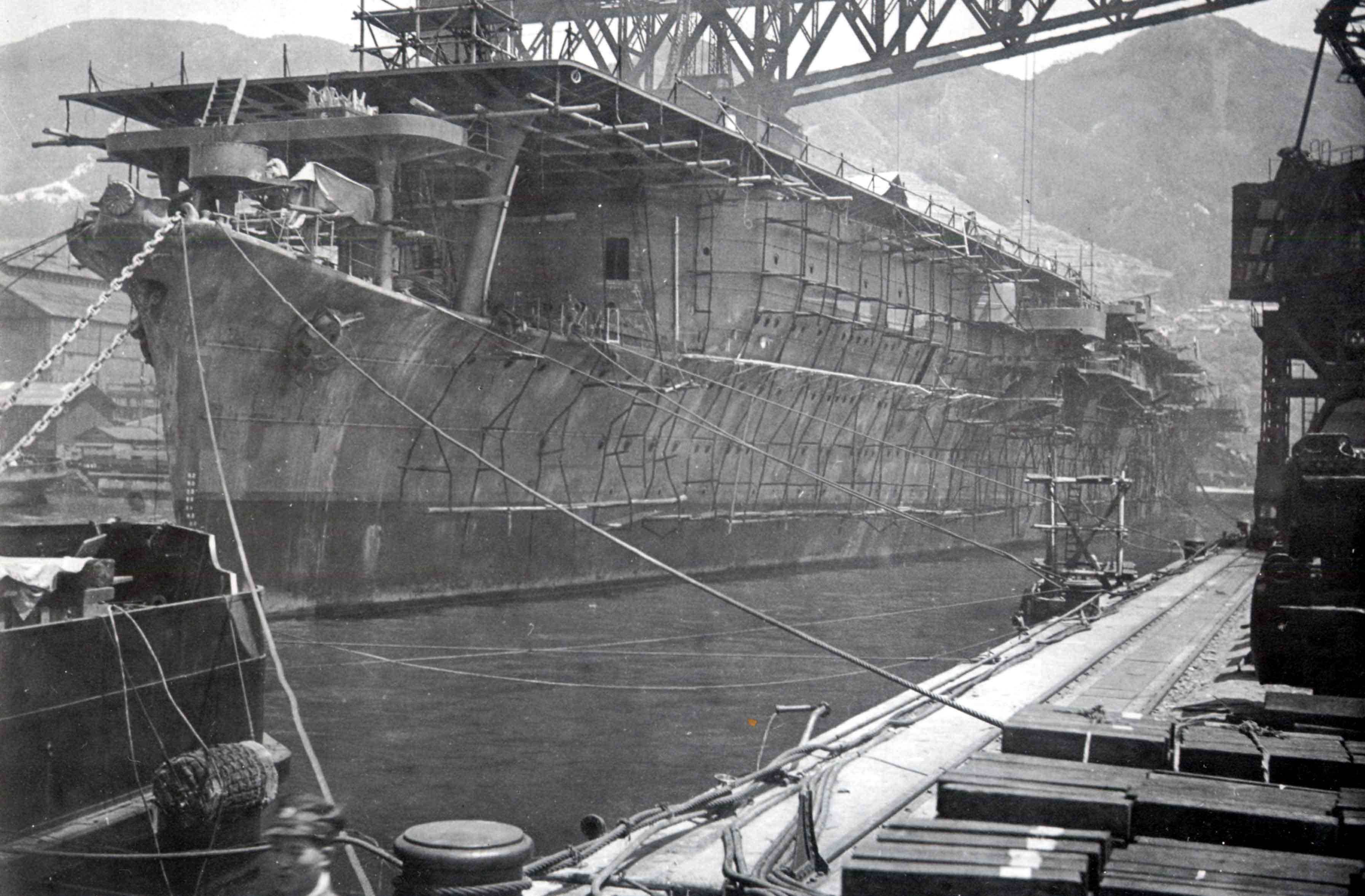
El Soryu bajo construcción, es visible el voladizo de la cubierta de despegue y la plataforma AA a proa.

El buque tenía una longitud total de 227,5 metros (746 pies 5 pulgadas) , una manga de 21,3 metros (69 pies 11 pulgadas) y un calado de 7,6 metros (24 pies 11 pulgadas). Desplazó 16 200 toneladas (15 900 toneladas largas) con carga estándar y 19 100 toneladas (18 800 toneladas largas) con carga normal. Su tripulación estaba formada por 1100 oficiales y marineros.
El Sōryū estaba equipado con cuatro conjuntos de turbinas de vapor con engranajes con un total de 152 000 caballos de fuerza en el eje (113 000 kW), cada uno impulsando un eje de hélice, utilizando vapor proporcionado por ocho calderas acuo-tubulares tipo Kampon. Las turbinas y calderas eran las mismas que las utilizadas en los cruceros clase Mogami. La potencia del barco y el casco hidrodinámico tipo crucero, con una relación eslora a manga de 10:1, le dieron una velocidad de 34,5 nudos (63,9 km/h; 39,7 mph) y lo convirtió en el portaaviones más rápido en el mundo en el momento de su puesta en servicio.
El Sōryū transportaba 3710 toneladas (3.650 toneladas largas) de fueloil, lo que le daba un alcance de 7750 millas náuticas (14 350 km; 8920 mi) a 18 nudos (33 km/h; 21 mph). Las tomas de humo de la caldera se canalizaron  al lado de estribor del barco, en medio del barco y se descargaron justo debajo del nivel de la cubierta de vuelo a través de dos chimeneas horizontales curvadas empotradas en el lateral. Este mismo diseño se utilizaría para clases posteriores.
La cubierta de vuelo del portaaviones de 216,9 metros (711 pies 7 pulgadas) tenía 26 metros (85 pies 4 pulgadas) de ancho y sobresalía en voladizo de su superestructura en ambos extremos, sostenida por pares de pilares. El puente-isla del Sōryū, bastante pequeño, se construyó sobre una extensión del lado de estribor que sobresalía más allá del costado del casco para que no invadiera el ancho de la cubierta de vuelo. 

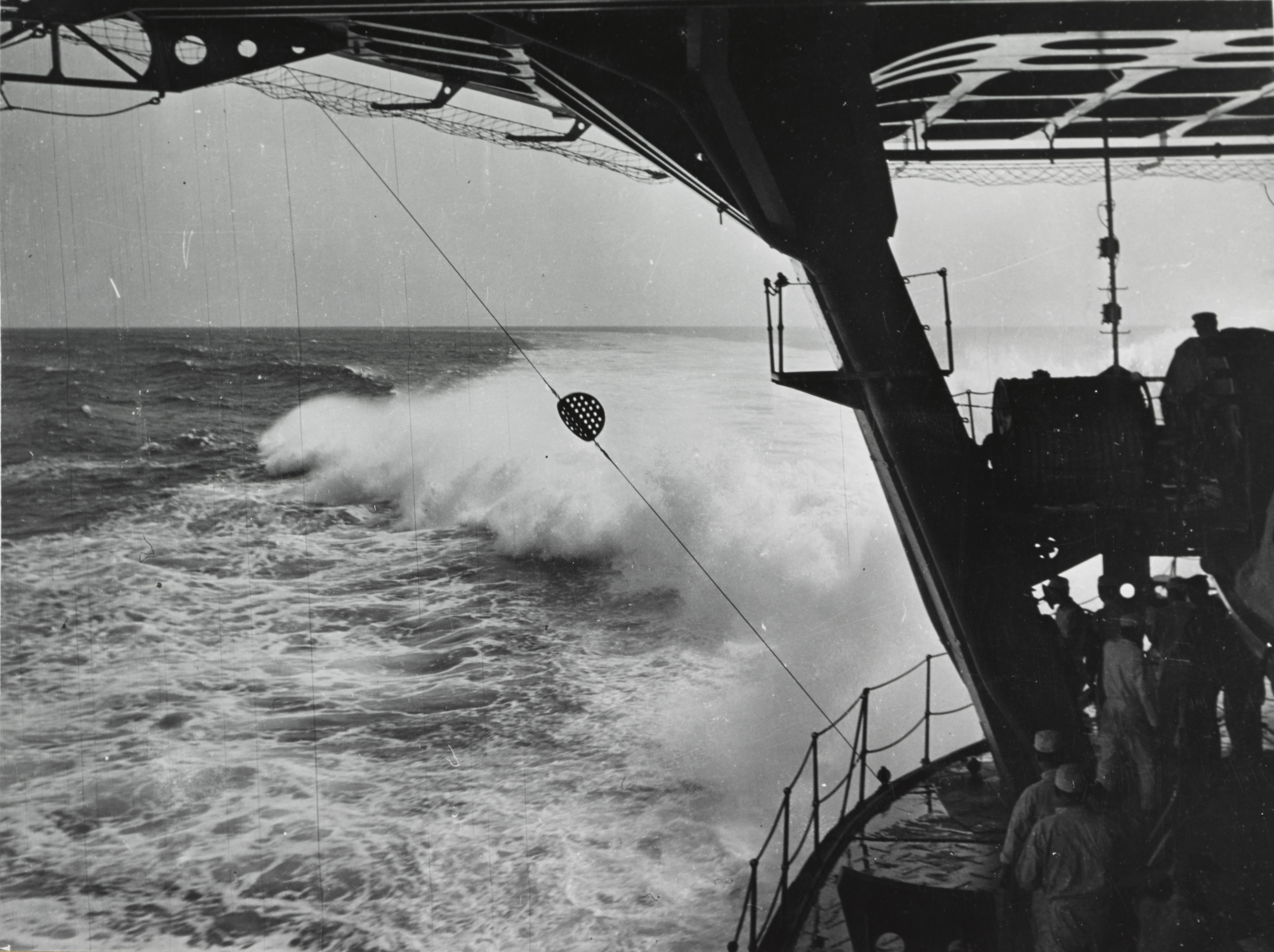
Vista de la popa del Soryu desde estribor, se aprecia parcialmente la cubierta de botes bajo el voladizo.

Se instalaron nueve cables de detención transversales en la cabina de vuelo y podrían detener un avión de 6000 kg (13 000 lb). La cubierta de vuelo estaba a solo 12,8 metros (42 pies) por encima de la línea de flotación y, los diseñadores del barco mantuvieron esta distancia baja al reducir la altura de los hangares. El hangar superior medía 171,3 por 18,3 metros (562 por 60 pies) y tenía una altura aproximada de 4,6 metros (15 pies 1 pulgada); el inferior medía 142,3 por 18,3 metros (467 por 60 pies) y tenía una altura aproximada de 4,3 metros (14 pies 1 pulgada). Juntos tenían un área total aproximada de 5736 metros cuadrados (61 742 pies cuadrados). Esto causó problemas en el manejo de los aviones con diedro más grande porque, las alas de un bombardero torpedero Nakajima B5N «Kate» no podían desplegarse ni plegarse en el hangar superior. 

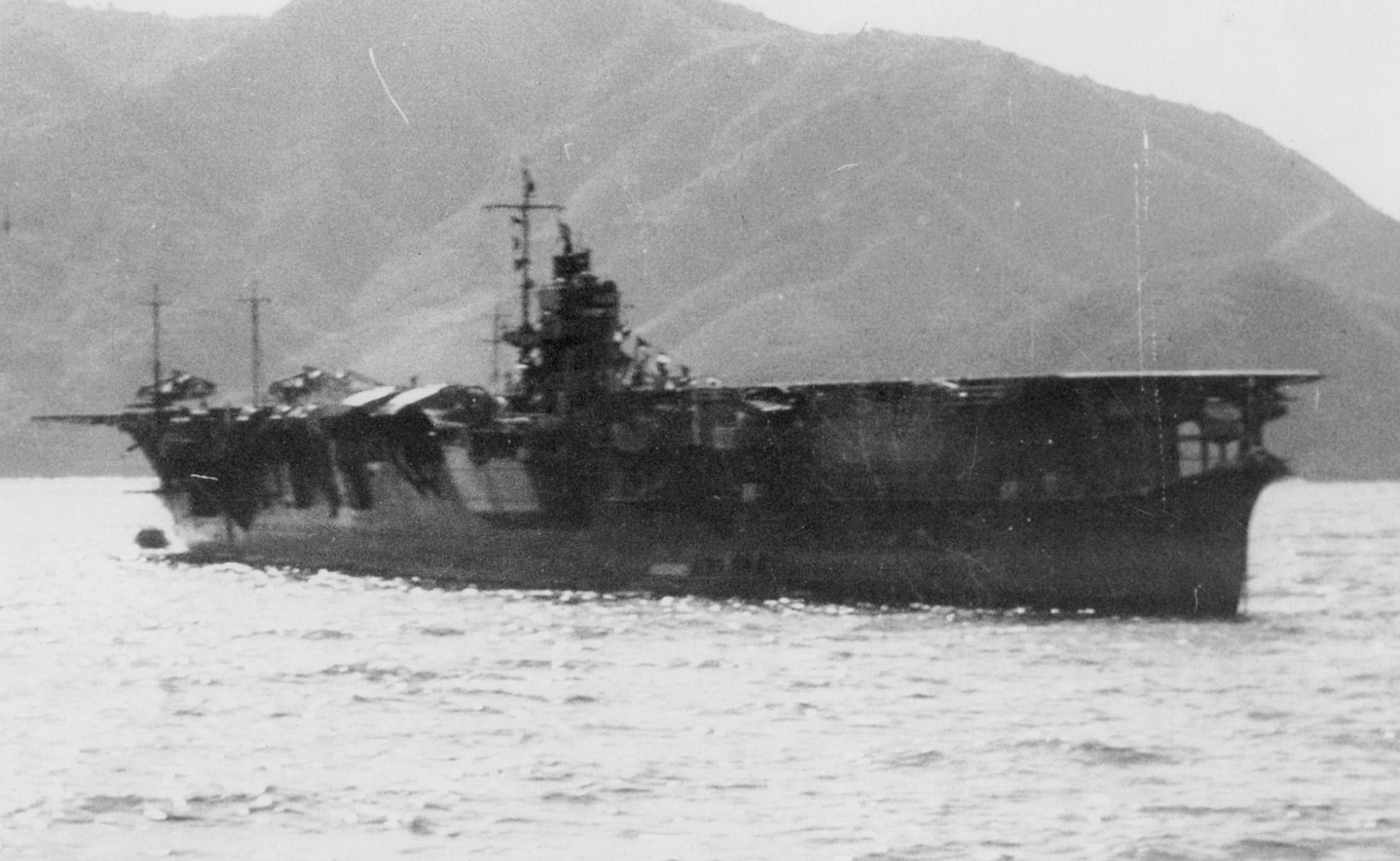
Vista del costado de estribor del Soryu, se aprecia el sistema de chimeneas laterales y el puente.

Las aeronaves fueron transportadas entre los hangares y la cabina de vuelo por tres ascensores de contrapeso, el delantero frente a la isla en la línea central y los otros dos desplazados a estribor. La plataforma delantera medía 16 por 11,5 metros (52 pies 6 pulgadas × 37 pies 9 pulgadas), la del medio 11,5 por 12 metros (37 pies 9 pulgadas × 39 pies 4 pulgadas) y la trasera 11,8 por 10 metros ( 38 pies 9 pulgadas × 32 pies 10 pulgadas).  Eran capaces de transferir aeronaves que pesaban hasta 5.000 kilogramos (11.000 libras). El Sōryū tenía una capacidad de gasolina de aviación de 570 m3 (130 000 gal imp.; 150 000 gal EE. UU.) para su capacidad planificada de sesenta y tres aviones más nueve de repuesto desarmados.
Para ahorrar desplazamiento, el Sōryū estaba mínimamente blindado; su cinturón de línea de flotación de 41 milímetros (1,6 pulgadas) de acero Ducol solo protegía los espacios de maquinaria y los almacenamientos. Las cifras comparables para Hiryū fueron 90 milímetros (3,5 pulgadas) sobre los espacios de maquinaria y los tanques de almacenamiento de gasolina de aviación aumentaron a 150 milímetros (5,9 pulgadas) sobre los cargadores. El cinturón de la línea de flotación de Sōryū estaba respaldado por un mamparo interno antiesquirlas. La cubierta del barco tenía solo 25 mm de espesor sobre los espacios de maquinaria y 55 milímetros (2,2 pulgadas) de espesor sobre los cargadores y los tanques de almacenamiento de gasolina de aviación. Esta característica lo hacía muy vulnerable a los disparos de artillería en hipérbole o a los bombarderos en picado. 
El armamento antiaéreo (AA) principal de Sōryū consistía en seis montajes de dos cañones equipados con cañones estándar navales gemelos de doble propósito Tipo 89 de calibre 50 y 12,7 centímetros montados en patines salientes, tres a cada lado del casco del portaaviones. Los cañones tenían un alcance de 14.700 metros (16.100 yardas) y un techo de 9.440 metros (30.970 pies) a una altura de 90 grados. Su velocidad máxima de disparo era de catorce disparos por minuto, pero su velocidad de disparo o cadencia de tiro era de alrededor de ocho disparos por minuto.  
El buque estaba equipado con dos directores de control de fuego Tipo 94 para controlar los cañones de 12,7 centímetros (5,0 pulgadas), uno para cada lado del barco, aunque el director de estribor en la isla podía controlar todos los cañones Tipo 89.
El armamento antiaéreo ligero del barco constaba de catorce montajes de dos cañones para ametralladoras AA Hotchkiss de 25 mm (1 pulgada) Tipo 96. Tres de estos estaban ubicados en una plataforma justo debajo del extremo delantero de la cabina de vuelo. El Tipo 96 fue el arma antiaérea ligera japonesa estándar durante la Segunda Guerra Mundial, pero sufría graves defectos de diseño que la hacían en gran medida ineficaz.  Estas ametralladoras tenían un alcance efectivo de 1.500 a 3.000 metros (1.600 a 3.300 yardas) y un techo de 5.500 metros (18.000 pies) a una altura de 85 grados. La cadencia de tiro efectiva fue solo entre 110 y 120 disparos por minuto debido a la frecuente necesidad de cambiar los racks cargadores de 15 disparos.  Los cañones Tipo 96 estaban controlados por cinco directores Tipo 95, dos a cada lado y uno en la proa.

## Historial de servicio

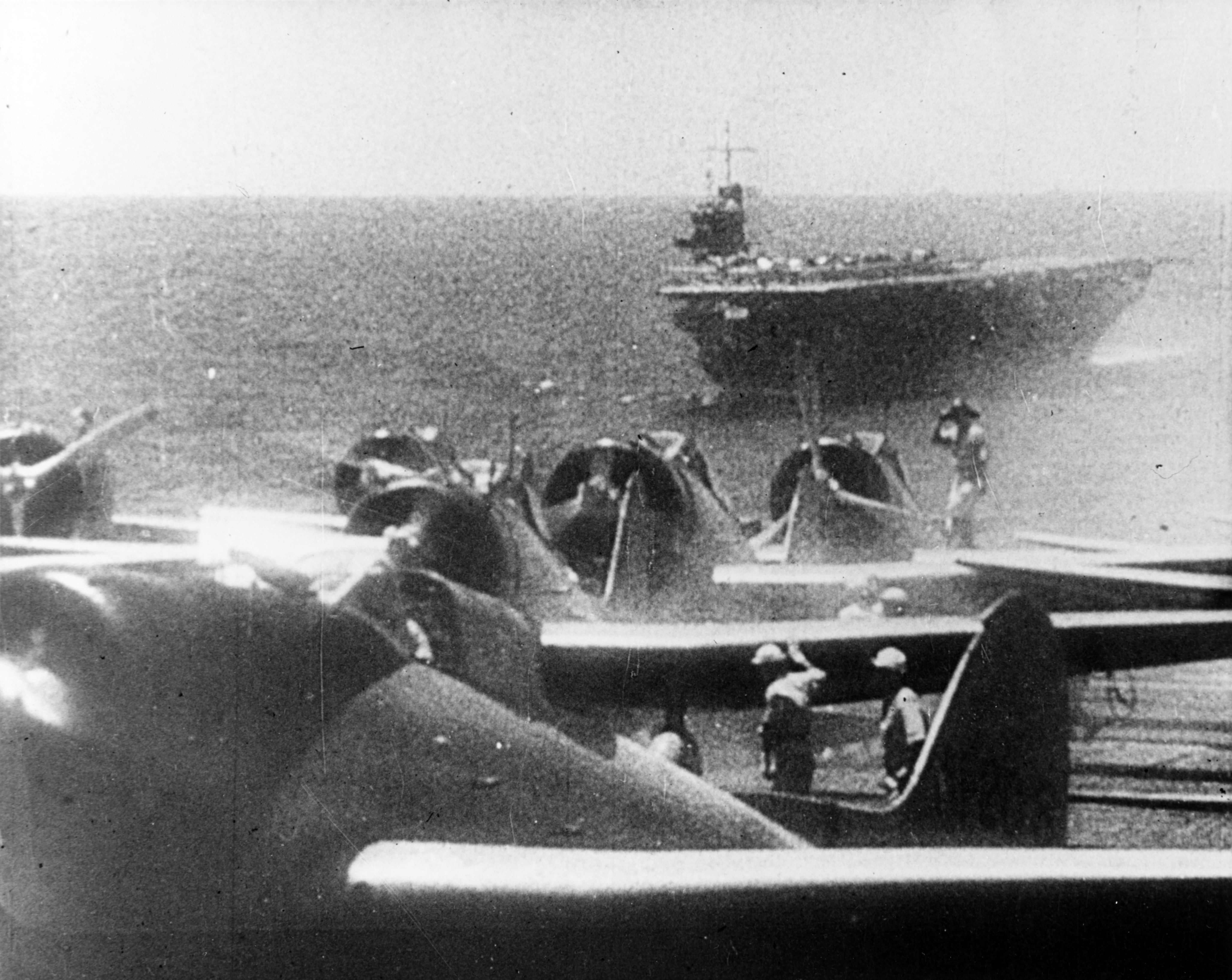
El Sōryū, al fondo, durante la aproximación a Pearl Harbor en diciembre de 1941.

El Sōryū fue construido en los astilleros de la Armada en Kure, y asignado el 29 de diciembre de 1937. En los inicios de la Guerra del Pacífico, comandado por el capitán Ryusaku Yanagimoto, el Sōryū fue uno de los seis portaaviones que formaban la Kidō Butai (Fuerza de Choque) que atacaron Pearl Harbor el 7 de diciembre de 1941. Se lanzaron dos oleadas de aviones contra la base naval de los Estados Unidos, siendo los primeros objetivos el Nevada, Tennessee, y West Virginia, a los que se atacó con bombas perforantes, mientras que a los Utah, Helena, California, y Raleigh se les torpedeó. Los cazas de escolta destruyeron en tierra la aviación de Barbers Point. La segunda oleada atacó al USS California, USS Raleigh, la población visible de Kaneohe e instalaciones portuarias.
Desde el 21 al 23 de diciembre de 1941, el Sōryū fue desviado de su rumbo al Japón y lanzó ataques aéreos junto al Hiryū contra la isla Wake para ablandar sus defensas. 
En enero de 1942 apoyó la invasión de las islas Palaos y participó en la batalla de Ambon. El 19 de febrero de 1942 lanzó ataques aéreos contra Darwin, en Australia. En marzo de 1942 tomó parte de la batalla del Mar de Java, contribuyendo a hundir al petrolero USS Pecos (AO-6).
En abril de 1942 tomó parte en la incursión del Océano Índico, atacando bases de la Royal Navy en Colombo y Trincomalee, en Ceilán, y ayudando a hundir los cruceros HMS Cornwall y HMS Dorsetshire, el portaaviones HMS Hermes y el destructor de escolta australiano HMAS Vampire. El 19 de abril de 1942 persiguió a los portaaviones estadounidenses USS Hornet (CV-8) y USS Enterprise (CV-6), después de que estos lanzaran la incursión Doolittle, pero no consiguió alcanzarlos.

### Hundimiento en Midway

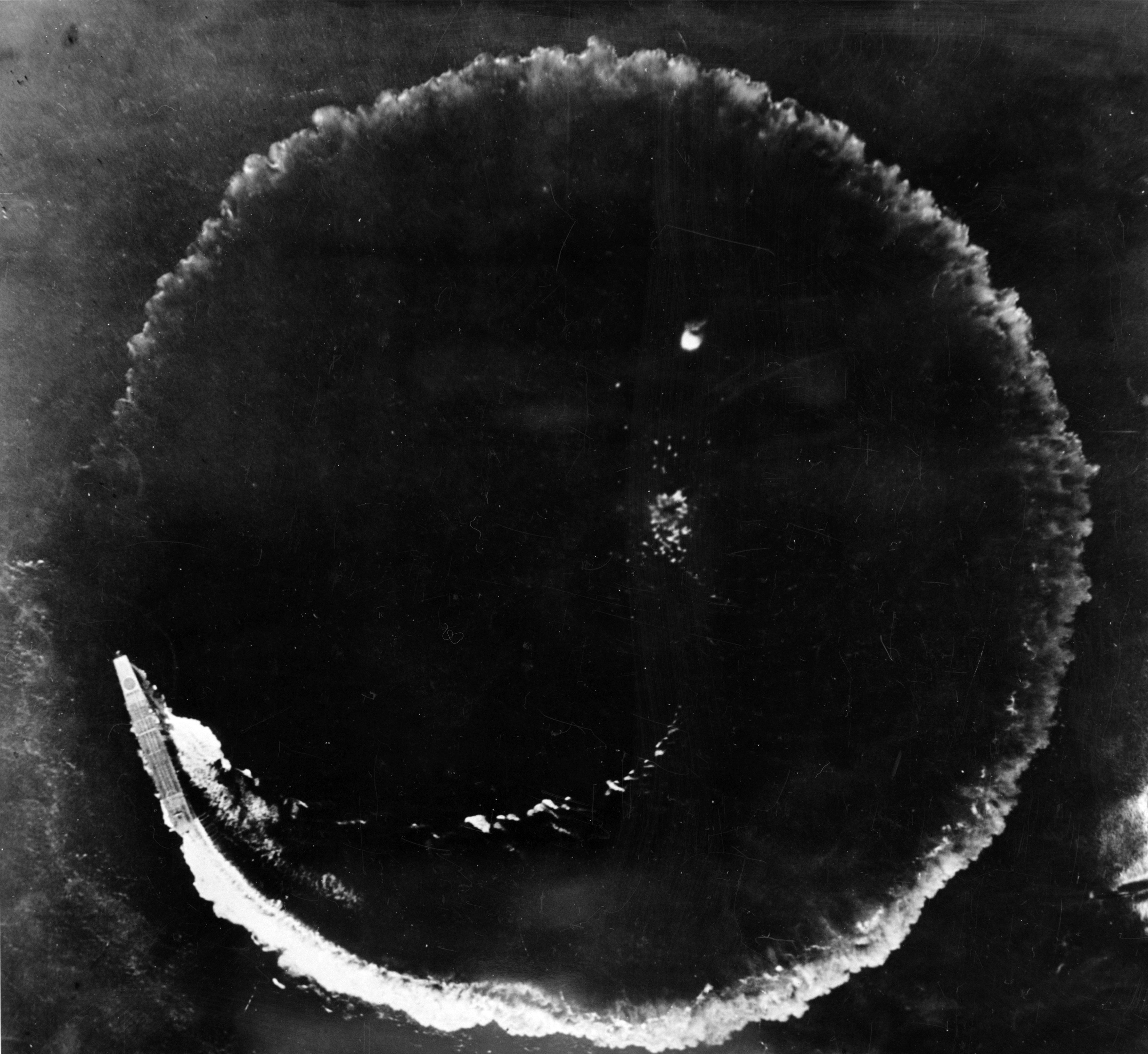
El Sōryū bajo ataque el 4 de junio de 1942.

En junio de 1942, el Sōryū era uno de los cuatro portaaviones del vicealmirante Chuichi Nagumo en la batalla de Midway. El 4 de junio lanzó una oleada de aviones contra la base estadounidense de la isla Midway. A las 10:25, mientras se preparaba para lanzar un segundo ataque contra un grupo de portaaviones estadounidenses, fue atacado por trece bombarderos en picado del USS Enterprise (CV-6) liderados por el capitán Clarence Wade McClusky.
El Sōryū recibió tres impactos directos, uno hacia popa, uno a proa y el más fatal, en su ascensor central penetrando profundamente y explosionando en las cubiertas inferiores, esto inició vastos incendios que hicieron explosionar los aparatos recién repostados y con armamento preparado que se encontraban en los hangares. A las 10:40 el portaaviones se detuvo, y la tripulación sobreviviente fue evacuada por los destructores Isokaze y Hamakaze. El Sōryū se hundió a las 19:13 con la pérdida de 718 miembros de su tripulación, incluyendo a su capitán, Ryusaku Yanagimoto siendo el navío con más porcentaje de pérdida de tripulantes de todos los que participaron en la batalla.